# 科扎克 (科羅斯特舍夫區)
50°20′28″N 28°57′50″E / 50.34111°N 28.96389°E
科扎克（烏克蘭語：Козак）是烏克蘭北部的村莊，隸屬日托米爾州的日托米爾區。該村面積0.49平方公里，海拔高度196米，2001年人口127，人口密度每平方公里261.86人。